# Corrie Sanders
Cornelius Johannes Sanders (nació el 7 de enero de 1966 en Pretoria, Sudáfrica – 23 de septiembre de 2012 en Pretoria, Sudáfrica) fue un boxeador sudafricano. Sanders fue el tercer boxeador en la historia del continente africano en conseguir el título mundial de los pesos pesados después de Gerrie Coetzee y Francois Botha.
Falleció el 23 de septiembre de 2012 tras haber recibido un disparo durante un robo.

## Biografía
Sanders comenzó su carrera boxística profesional con un nocaut en el primer asalto ante King Kong Dyubele el 2 de abril de 1989.
Ganó sus primeros 23 combates incluyendo 15 por nocaut entre los que se encontraban boxeadores como Steve Zouski, Art Card, el futuro campeón crucero de la Organización Mundial de Boxeo, Johnny Nelson y el futuro candidato al título mundial Bert Cooper, pero en su combate número 24, Sanders sufrió su primera derrota a manos de Nate Tubbs por nocaut en el segundo asalto.
En su siguiente combate, tres meses después, derrotó al antiguo campeón crucero Carlos De León por nocaut técnico en el primer asalto y ganó ocho peleas más antes de tener una oportunidad por un título, el WBU, que estaba vacante. El combate fue ante Ross Puritty y ganó por decisión unánime en doce asaltos.
Su primera defensa del título fue ante el antiguo campeón mundial Bobby Czyz, al que derrotó por nocaut técnico en dos asaltos. En su segunda defensa ganó a Jorge Valdés en el primer asalto por nocaut. La tercera defensa la ganó a Alfred Cole, por nocaut técnico también en el primer asalto después de que el árbitro parase el combate. Su siguiente defensa fue ante Hasim Rahman el 20 de mayo de 2000 y perdió por nocaut técnico en siete asaltos, perdiendo así su título. 
Después de esta derrota, su siguiente combate fue ante Michael Sprott al que ganó en el primer asalto después de parar el árbitro el combate aunque Sprott se levantó. Y después gana a Otis Tisdale, rápidamente en dos asaltos lo que le proporciona una oportunidad por el título mundial de la WBO, ante Wladimir Klitschko. El 8 de marzo de 2003 tuvo lugar el combate en Hannover, Alemania y Sanders derribó hasta en cuatro ocasiones al campeón noqueándolo en el segundo asalto y proclamándose Campeón del Mundo WBO. Esto lo convirtió en el tercer africano en conseguir el título mundial después de Gerrie Coetzee y Francois Botha.
Sanders renunció a su título WBO en diciembre del año 2003 para concentrarse en el combate por el título mundial vacante del Consejo Mundial de Boxeo (WBC). El combate fue el 24 de abril de 2004 en Los Ángeles, y tuvo lugar ante el hermano mayor de Wladimir, Vitali. En el octavo asalto, el árbitro paró la pelea después del constante acoso que estaba recibiendo del boxeador ucraniano que se hizo con el título.
Después de este combate peleó ante Alexei Varakin en Soelden, Austria. Sanders ganó en dos asaltos por nocaut después de derribar a Varakin dos veces, en el primer asalto y en el segundo. Dos años estuvo sin competir Sanders, hasta el 24 de noviembre de 2006 cuando peleó ante Colin Wilson, al que ganó en el segundo asalto por nocaut técnico.
En el año 2007, volvió a pelear ante Daniel Bispo, en Sudáfrica, al que ganó por decisión unánime. En 2008, realizó otro combate, en esta ocasión ante Osborne Machimana y perdió por nocaut en el primer asalto.

## Récord profesional
| 42 Ganadas (31 KOs), 4 Derrotas |        |                    |      |              |            |                                                                  |                                                              |
| Res.                            | Récord | Oponente           | Tipo | Rd., Tiempo  | Datos      | Localidad                                                        | Notas                                                        |
| D                               | 42–4   | Osborne Machimana  | TKO  | 1 (12), 2:41 | 02/02/2008 | Emperor's Palace, Kempton Park, Sudáfrica                        | Por el título de Sudáfrica pesado                            |
| G                               | 42–3   | Daniel Bispo       | UD   | 10           | 12/05/2007 | Emperor's Palace, Kempton Park, Sudáfrica                        |                                                              |
| G                               | 41–3   | Colin Wilson       | TKO  | 2 (10)       | 24/11/2006 | Convention Centre, Mahikeng, Sudáfrica                           |                                                              |
| G                               | 40–3   | Alexey Varakin     | KO   | 2 (8), 1:59  | 14/12/2004 | Schwarzl Freizeit Zentrum, Sölden, Austria                       |                                                              |
| D                               | 39–3   | Vitali Klitschko   | TKO  | 8 (12), 2:46 | 24/04/2004 | Staples Center, Los Ángeles, Estados Unidos                      | Por los títulos vacante de la WBC y The Ring del peso pesado |
| G                               | 39–2   | Wladimir Klitschko | TKO  | 2 (12), 0:27 | 08/03/2003 | Preussag Arena, Hanover, Alemania                                | Gana el título mundial WBO pesado                            |
| G                               | 38–2   | Otis Tisdale       | TKO  | 2 (10), 1:40 | 09/11/2002 | Coca-Cola Bricktown Events Center, Oklahoma City, Estados Unidos |                                                              |
| G                               | 37–2   | Michael Sprott     | TKO  | 1 (8), 1:25  | 03/11/2001 | Carnival City, Brakpan, Sudáfrica                                |                                                              |
| D                               | 36–2   | Hasim Rahman       | TKO  | 7 (12), 1:50 | 20/05/2000 | Bally's Park Place, Atlantic City, Nueva Jersey, Estados Unidos  | Pierde el título WBU pesado                                  |
| G                               | 36–1   | Al Cole            | TKO  | 1 (12), 1:13 | 19/02/2000 | Carnival City, Brakpan, Sudáfrica                                | Retiene el título WBU pesado                                 |
| G                               | 35–1   | Jorge Valdés       | TKO  | 1 (12), 0:30 | 02/07/1999 | Whitchurch Leisure Centre, Bristol, Inglaterra                   | Retiene el título WBU pesado                                 |
| G                               | 34–1   | Bobby Czyz         | TKO  | 2 (12), 1:43 | 12/06/1998 | Mohegan Sun Arena, Montville, Connecticut, Estados Unidos        | Retiene el título WBU pesado                                 |
| G                               | 33–1   | Ross Puritty       | UD   | 12           | 15/11/1997 | Carousel Casino, Hammanskraal, Sudáfrica                         | Gana el título vacante WBU pesado                            |
| G                               | 32–1   | Arthur Weathers    | TKO  | 1 (10), 1:37 | 07/02/1997 | Las Vegas Hilton, Winchester, Nevada, Estados Unidos             |                                                              |
| G                               | 31–1   | Olian Alexander    | TKO  | 2 (10)       | 12/09/1996 | Hilton, Huntington, Nueva York, Estados Unidos                   |                                                              |
| G                               | 30–1   | Sean Hart          | TKO  | 2 (10), 1:18 | 20/08/1996 | The Theater at Madison Square Garden, Nueva York, Estados Unidos |                                                              |
| G                               | 29–1   | Curtis Shepard     | KO   | 1 (10), 1:12 | 20/07/1996 | Morula Sun, Mabopane, Sudáfrica                                  |                                                              |
| G                               | 28–1   | Keith Fletcher     | KO   | 4 (10), 1:16 | 26/01/1996 | Hilton Metropole Hotel, Brighton, Inglaterra                     |                                                              |
| G                               | 27–1   | James Pritchard    | TKO  | 4 (10)       | 05/08/1995 | Manuel Lujan Building, Albuquerque, Estados Unidos               |                                                              |
| G                               | 26–1   | Nikolay Kulpin     | UD   | 10           | 01/04/1995 | Superbowl, Sun City, Sudáfrica                                   |                                                              |
| G                               | 25–1   | Garing Lane        | PTS  | 8            | 24/09/1994 | Wembley Arena, Londres, Inglaterra                               |                                                              |
| G                               | 24–1   | Carlos de León     | TKO  | 1 (10), 0:49 | 13/08/1994 | Convention Hall, Atlantic City, Nueva Jersey, Estados Unidos     |                                                              |
| D                               | 23–1   | Nate Tubbs         | TKO  | 2 (10), 1:26 | 21/05/1994 | Carousel Casino, Hammanskraal, Sudáfrica                         |                                                              |
| G                               | 23–0   | Mike Williams      | KO   | 1 (10), 2:58 | 19/03/1994 | Carousel Casino, Hammanskraal, Sudáfrica                         |                                                              |
| G                               | 22–0   | Marshall Tillman   | TKO  | 6 (10)       | 05/02/1994 | The Aladdin, Paradise, Nevada, Estados Unidos                    |                                                              |
| G                               | 21–0   | Levi Billups       | KO   | 1 (10)       | 06/11/1993 | Superbowl, Sun City, Sudáfrica                                   |                                                              |
| G                               | 20–0   | George Stephens    | TKO  | 1 (10)       | 04/09/1993 | The Aladdin, Paradise, Nevada, Estados Unidos                    |                                                              |
| G                               | 19–0   | Bert Cooper        | TKO  | 3 (10), 1:26 | 06/06/1993 | Steel Pier, Atlantic City, New Jersey, Estados Unidos            |                                                              |
| G                               | 18–0   | Matthew Brooks     | TKO  | 1 (10), 2:00 | 17/04/1993 | ARCO Arena, Sacramento, California, Estados Unidos               |                                                              |
| G                               | 17–0   | Johnny Nelson      | UD   | 10           | 24/10/1992 | Morula Sun, Mabopane, Sudáfrica                                  |                                                              |
| G                               | 16–0   | Mike Evans         | UD   | 10           | 22/08/1992 | Superbowl, Sun City, Sudáfrica                                   |                                                              |
| G                               | 15–0   | Mike Dixon         | PTS  | 8            | 09/05/1992 | The Mirage, Paradise, Nevada, Estados Unidos                     |                                                              |
| G                               | 14–0   | Anthony Wade       | UD   | 10           | 22/02/1992 | Superbowl, Sun City, Sudáfrica                                   |                                                              |
| G                               | 13–0   | Art Card           | TKO  | 1 (10)       | 23/11/1991 | Superbowl, Sun City, Sudáfrica                                   |                                                              |
| G                               | 12–0   | Mike Rouse         | UD   | 10           | 28/09/1991 | Superbowl, Sun City, Sudáfrica                                   |                                                              |
| G                               | 11–0   | Johnny DuPlooy     | KO   | 1 (12)       | 27/07/1991 | Superbowl, Sun City, Sudáfrica                                   | Gana el título vacante de Sudáfrica del peso pesado          |
| G                               | 10–0   | Steve Gee          | TKO  | 4 (8), 1:05  | 06/04/1991 | Dolphin Centre, Darlington, Inglaterra                           |                                                              |
| G                               | 9–0    | Steve Zouski       | UD   | 8            | 08/11/1990 | Biloxi, Misisipi, Estados Unidos                                 |                                                              |
| G                               | 8–0    | Moses Mthama       | TKO  | 1 (6)        | 04/08/1990 | Superbowl, Sun City, Sudáfrica                                   |                                                              |
| G                               | 7–0    | Jorge Vilchis      | KO   | 1 (8)        | 23/05/1990 | First National Bank Arena, Durban, Sudáfrica                     |                                                              |
| G                               | 6–0    | Weaver Qwabe       | TKO  | 1 (8)        | 29/03/1990 | Portuguese Hall, Johannesburgo, Sudáfrica                        |                                                              |
| G                               | 5–0    | Samson Mahlangu    | TKO  | 3 (6), 2:20  | 09/09/1989 | Morula Sun, Mabopane, Sudáfrica                                  |                                                              |
| G                               | 4–0    | Gideon Hlongwa     | TKO  | 3 (6), 2:15  | 05/08/1989 | Superbowl, Sun City, Sudáfrica                                   |                                                              |
| G                               | 3–0    | David Malatsi      | TKO  | 1 (4)        | 27/05/1989 | Superbowl, Sun City, Sudáfrica                                   |                                                              |
| G                               | 2–0    | Prince Tukane      | PTS  | 4            | 24/04/1989 | Goodwood Showgrounds, Ciudad del Cabo, Sudáfrica                 |                                                              |
| G                               | 1–0    | King Kong Dyubele  | TKO  | 1 (4)        | 02/04/1989 | Good Hope Centre, Ciudad del Cabo, Sudáfrica                     |                                                              |